# Diomedes de Tràcia
|  | Aquest article tracta sobre Diomedes de Tràcia. Vegeu-ne altres significats a « Diomedes». |

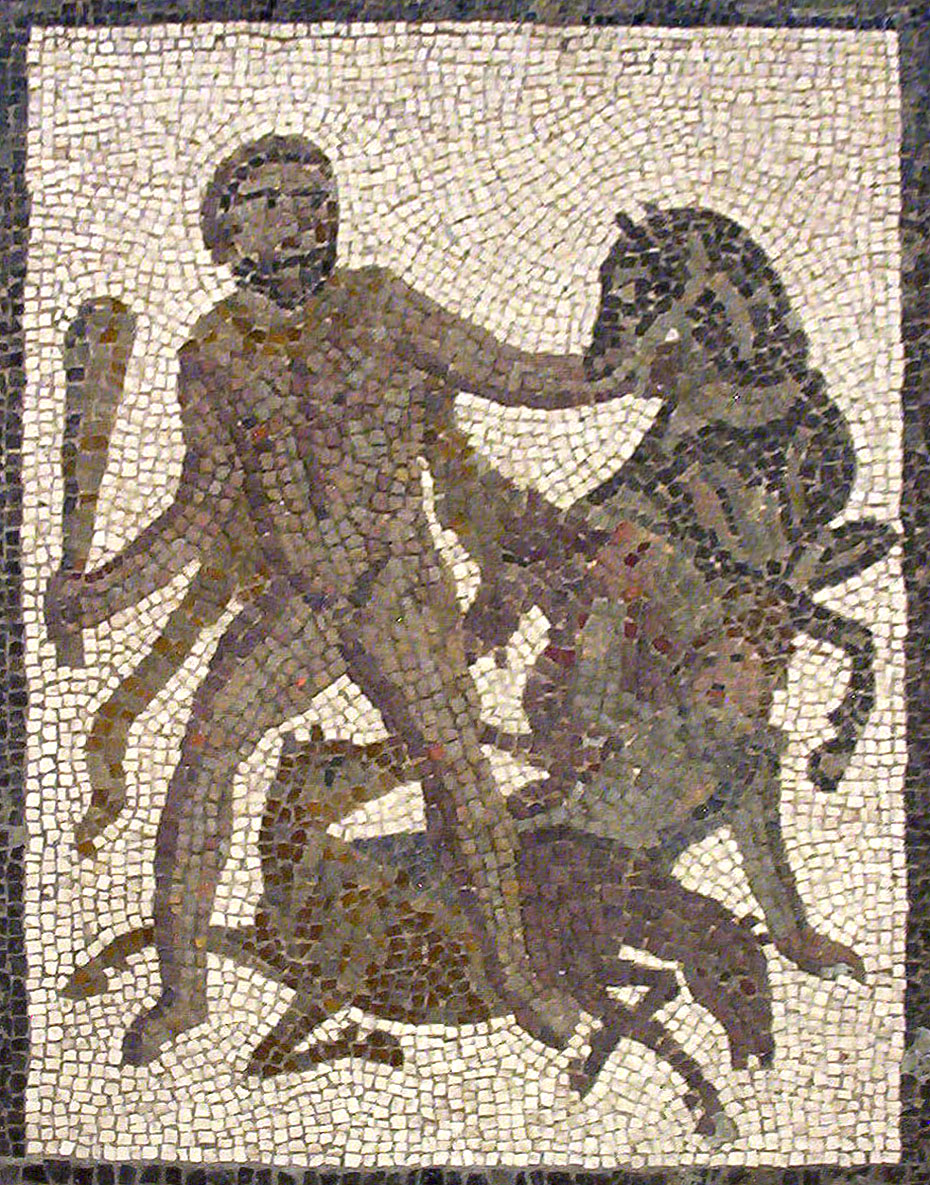
Hèracles i les eugues de Diomedes

Diomedes (en grec antic Διομήδης), segons la mitologia grega va ser un rei traci dels bístons, fill d'Ares i de Pirene.
Tenia quatre cavalls (o eugues, les eugues de Diomedes) que vomitaven foc i es nodrien de carn humana, i per alimentar-los capturava els estrangers que passaven per aquelles terres. Euristeu va encarregar a Hèracles en un dels dotze treballs que acabés amb aquesta situació i portés les eugues cap a Micenes. Hèracles les buscà, amb una colla de voluntaris, i una vegada eliminats els nois encarregats de pasturar els animals, se les va endur. Però a la platja el van atacar els habitants del lloc, que defensaven les eugues. Davant d'això, Hèracles confià els animals al seu amic Abderos, fill d'Hermes i nascut a Opus, a la Lòcrida. Mentre Hèracles lluitava i vencia els indígenes, Abderos va ser devorat per les eugues. Hèracles va matar Diomedes i va fundar a la costa una ciutat anomenada Abdera, en memòria del seu amic. Tot seguit va portar les eugues a Euristeu, però aquest les va deixar en llibertat i van acabar devorades pels animals salvatges de les muntanyes de l'Olimp. Una altra tradició diu que Hèracles va matar Diomedes posant-lo davant de les seves eugues perquè se'l mengessin. Després l'heroi va portar els animals a Euristeu que els va consagrar a Hera.
Els descendents de Diomedes encara existien en temps d'Alexandre el Gran.
La tradició ha conservat el nom de les eugues: Podarg, Lampó, Xantos i Dinos. Es deia que estaven lligades amb una cadena de ferro a les seves menjadores, que eren de bronze.